# Lijst van nummer 1-hits in Italië in 1997
Deze hits stonden in 1997 op nummer 1 in de Hit Parade Italia, de bekendste hitlijst in Italië.
| Datum        | Artiest                       | Titel                              |
| ------------ | ----------------------------- | ---------------------------------- |
| 4 januari    | Robert Miles & Maria Nayler   | One and one                        |
| 11 januari   | Robert Miles & Maria Nayler   | One and one                        |
| 18 januari   | Robert Miles & Maria Nayler   | One and one                        |
| 25 januari   | Robert Miles & Maria Nayler   | One and one                        |
| 1 februari   | Robert Miles & Maria Nayler   | One and one                        |
| 8 februari   | Gala                          | Let a boy cry                      |
| 15 februari  | Gala                          | Let a boy cry                      |
| 22 februari  | U2                            | Discothèque                        |
| 1 maart      | U2                            | Discothèque                        |
| 8 maart      | U2                            | Discothèque                        |
| 15 maart     | U2                            | Discothèque                        |
| 22 maart     | Whirlpool Productions         | From disco to disco                |
| 29 maart     | Whirlpool Productions         | From disco to disco                |
| 5 april      | Whirlpool Productions         | From disco to disco                |
| 12 april     | Blackwood                     | My love for you                    |
| 19 april     | Blackwood                     | My love for you                    |
| 26 april     | Blackwood                     | My love for you                    |
| 3 mei        | Michael Jackson               | Blood on the dance floor           |
| 10 mei       | Michael Jackson               | Blood on the dance floor           |
| 17 mei       | Michael Jackson               | Blood on the dance floor           |
| 24 mei       | Daft Punk                     | Around the world                   |
| 31 mei       | Simone Jay                    | Wanna B like a man                 |
| 7 juni       | Daft Punk                     | Around the world                   |
| 14 juni      | Daft Punk                     | Around the world                   |
| 21 juni      | Daft Punk                     | Around the world                   |
| 28 juni      | Daft Punk                     | Around the world                   |
| 5 juli       | Daft Punk                     | Around the world                   |
| 12 juli      | Puff Daddy, Faith Evans & 112 | I'll be missing you                |
| 19 juli      | Puff Daddy, Faith Evans & 112 | I'll be missing you                |
| 26 juli      | Puff Daddy, Faith Evans & 112 | I'll be missing you                |
| 2 augustus   | Oasis                         | D'you know what I mean             |
| 9 augustus   | Puff Daddy, Faith Evans & 112 | I'll be missing you                |
| 16 augustus  | 2 Eivissa                     | Oh la la la                        |
| 23 augustus  | Puff Daddy, Faith Evans & 112 | I'll be missing you                |
| 30 augustus  | Ultra Naté                    | Free                               |
| 6 september  | Puff Daddy, Faith Evans & 112 | I'll be missing you                |
| 13 september | Smoke City                    | Mr. Gorgeous (and Miss Curvaceous) |
| 20 september | Smoke City                    | Mr. Gorgeous (and Miss Curvaceous) |
| 27 september | Puff Daddy, Faith Evans & 112 | I'll be missing you                |
| 4 oktober    | Puff Daddy, Faith Evans & 112 | I'll be missing you                |
| 11 oktober   | Aqua                          | Barbie girl                        |
| 18 oktober   | Aqua                          | Barbie girl                        |
| 25 oktober   | Aqua                          | Barbie girl                        |
| 1 november   | Aqua                          | Barbie girl                        |
| 8 november   | Aqua                          | Barbie girl                        |
| 15 november  | Aqua                          | Barbie girl                        |
| 22 november  | Midge Ure                     | Breathe                            |
| 29 november  | Aqua                          | Barbie girl                        |
| 6 december   | Aqua                          | Barbie girl                        |
| 13 december  | Midge Ure                     | Breathe                            |
| 20 december  | Midge Ure                     | Breathe                            |
| 27 december  | Chumbawamba                   | Tubthumping                        |